# Cannibal Corpse/Diskografie
Diese Diskografie ist eine Übersicht über die musikalischen Werke der US-amerikanischen Death-Metal-Band Cannibal Corpse. Acht Tonträger der Band sind in Deutschland indiziert und drei beschlagnahmt.

## Alben

### Studioalben
| Jahr | Titel Musiklabel                  | Höchstplatzierung, Gesamtwochen, AuszeichnungChartplatzierungen (Jahr, Titel, Musiklabel, Platzierungen, Wochen, Auszeichnungen, Anmerkungen) | Höchstplatzierung, Gesamtwochen, AuszeichnungChartplatzierungen (Jahr, Titel, Musiklabel, Platzierungen, Wochen, Auszeichnungen, Anmerkungen) | Höchstplatzierung, Gesamtwochen, AuszeichnungChartplatzierungen (Jahr, Titel, Musiklabel, Platzierungen, Wochen, Auszeichnungen, Anmerkungen) | Höchstplatzierung, Gesamtwochen, AuszeichnungChartplatzierungen (Jahr, Titel, Musiklabel, Platzierungen, Wochen, Auszeichnungen, Anmerkungen) | Höchstplatzierung, Gesamtwochen, AuszeichnungChartplatzierungen (Jahr, Titel, Musiklabel, Platzierungen, Wochen, Auszeichnungen, Anmerkungen) | Anmerkungen                                                         |
| Jahr | Titel Musiklabel                  | DE | AT | CH | UK | US | Anmerkungen                                                         |
| ---- | --------------------------------- | --- | --- | --- | --- | --- | ------------------------------------------------------------------- |
| 1990 | Eaten Back to Life Metal Blade    | — | — | — | — | — | Erstveröffentlichung: 17. August 1990 DE: indiziert                 |
| 1991 | Butchered at Birth Metal Blade    | — | — | — | — | — | Erstveröffentlichung: 1. Juli 1991 DE: indiziert und beschlagnahmt  |
| 1992 | Tomb of the Mutilated Metal Blade | — | — | — | — | — | Erstveröffentlichung: 22. September 1992 DE: indiziert              |
| 1994 | The Bleeding Metal Blade          | — | — | — | — | — | Erstveröffentlichung: 12. April 1994                                |
| 1996 | Vile Metal Blade                  | — | — | — | — | US151 (1 Wo.)US | Erstveröffentlichung: 21. Mai 1996 DE: indiziert und beschlagnahmt  |
| 1998 | Gallery of Suicide Metal Blade    | — | — | — | — | — | Erstveröffentlichung: 21. April 1998                                |
| 1999 | Bloodthirst Metal Blade           | — | — | — | — | — | Erstveröffentlichung: 19. Oktober 1999                              |
| 2002 | Gore Obsessed Metal Blade         | DE71 (1 Wo.)DE | — | — | — | — | Erstveröffentlichung: 26. Februar 2002                              |
| 2004 | The Wretched Spawn Metal Blade    | DE74 (1 Wo.)DE | — | — | — | — | Erstveröffentlichung: 24. Februar 2004                              |
| 2006 | Kill Metal Blade                  | DE59 (1 Wo.)DE | — | — | — | US170 (1 Wo.)US | Erstveröffentlichung: 21. März 2006                                 |
| 2009 | Evisceration Plague Metal Blade   | DE42 (1 Wo.)DE | AT41 (2 Wo.)AT | — | — | US66 (2 Wo.)US | Erstveröffentlichung: 3. Februar 2009 DE: indiziert                 |
| 2012 | Torture Metal Blade               | DE40 (1 Wo.)DE | AT40 (1 Wo.)AT | CH72 (1 Wo.)CH | — | US38 (2 Wo.)US | Erstveröffentlichung: 13. März 2012 DE: indiziert und beschlagnahmt |
| 2014 | A Skeletal Domain Metal Blade     | DE21 (2 Wo.)DE | AT28 (1 Wo.)AT | CH50 (1 Wo.)CH | — | US32 (2 Wo.)US | Erstveröffentlichung: 16. September 2014                            |
| 2017 | Red Before Black Metal Blade      | DE16 (2 Wo.)DE | AT29 (1 Wo.)AT | CH29 (1 Wo.)CH | — | US95 (1 Wo.)US | Erstveröffentlichung: 7. November 2017                              |
| 2021 | Violence Unimagined Metal Blade   | DE6 (1 Wo.)DE | AT5 (1 Wo.)AT | CH7 (1 Wo.)CH | UK81 (1 Wo.)UK | US45 (1 Wo.)US | Erstveröffentlichung: 16. April 2021                                |
| 2023 | Chaos Horrific Metal Blade        | DE6 (1 Wo.)DE | AT13 (1 Wo.)AT | CH10 (1 Wo.)CH | — | US142 (1 Wo.)US | Erstveröffentlichung: 22. September 2023                            |
| 2025 | Worm Infested Metal Blade         | — | — | — | — | — | Erstveröffentlichung: 18. Juli 2025                                 |

### Livealben
| Jahr | Titel Musiklabel                            | Anmerkungen                              |
| ---- | ------------------------------------------- | ---------------------------------------- |
| 2000 | Live Cannibalism Metal Blade                | Erstveröffentlichung: 16. September 2000 |
| 2011 | Global Evisceration Metal Blade             | Erstveröffentlichung: 15. März 2011      |
| 2013 | Torturing and Eviscerating Live Metal Blade | Erstveröffentlichung: 16. April 2013     |

### EPs
| Jahr | Titel Musiklabel                | Anmerkungen                                       |
| ---- | ------------------------------- | ------------------------------------------------- |
| 1993 | Hammer Smashed Face Metal Blade | Erstveröffentlichung: 23. März 1993 DE: indiziert |
| 2003 | Worm Infested Metal Blade       | Erstveröffentlichung: 1. Juli 2003 DE: indiziert  |

## Videoalben und Musikvideos

### Videoalben
| Jahr | Titel Musiklabel                                     | Anmerkungen                                                        |
| ---- | ---------------------------------------------------- | ------------------------------------------------------------------ |
| 1997 | Monolith of Death Tour ’96–’97 Metal Blade           | Erstveröffentlichung: 25. November 1997                            |
| 2000 | Live Cannibalism Metal Blade                         | Erstveröffentlichung: 16. September 2000                           |
| 2008 | Centuries of Torment: The First 20 Years Metal Blade | Erstveröffentlichung: 8. Juli 2008 · CA: Platin, Verkäufe: +10.000 |
| 2011 | Global Evisceration Metal Blade                      | Erstveröffentlichung: 15. März 2011                                |

### Musikvideos
- 1994: Staring Through the Eyes of the Dead
- 1996: Devoured by Vermin
- 1998: Sentenced to Burn
- 2004: Deency Defied
- 2006: Make Them Suffer
- 2006: Death Walking Terror
- 2009: Evisceration Plague
- 2010: Priests of Sodom
- 2012: Encased in Concrete
- 2014: Kill or Become
- 2017: Code of the Slashers
- 2019: Red Before Black
- 2021: Inhumane Harvest

## Boxsets
| Jahr | Titel Musiklabel                  | Anmerkungen                            |
| ---- | --------------------------------- | -------------------------------------- |
| 2003 | 15 Year Killing Spree Metal Blade | Erstveröffentlichung: 4. November 2003 |

## Statistik

### Chartauswertung
|                     | DE    | AT    | CH    | UK    | US    |
| ------------------- | ----- | ----- | ----- | ----- | ----- |
| Nummer-eins-Alben   | DE—DE | AT—AT | CH—CH | UK—UK | US—US |
| Top-10-Alben        | DE2DE | AT1AT | CH2CH | UK—UK | US—US |
| Alben in den Charts | DE9DE | AT6AT | CH5CH | UK1UK | US7US |

### Auszeichnungen für Musikverkäufe
| Platin-Schallplatte - Kanada - 2009: für das Videoalbum Centuries of Torment |

Anmerkung: Auszeichnungen in Ländern aus den Charttabellen bzw. Chartboxen sind in ebendiesen zu finden.
| Land/RegionAuszeichnungen für Musikverkäufe (Land/Region, Auszeichnungen, Verkäufe, Quellen) | Gold | Platin  | Verkäufe | Quellen         |
| -------------------------------------------------------------------------------------------- | ---- | ------- | -------- | --------------- |
| Kanada (MC)                                                                                  | —    | Platin1 | 10.000   | musiccanada.com |
| Insgesamt                                                                                    | —    | Platin1 |          |                 |